# Jean-Claude Leroy
Pour les articles homonymes, voir Leroy et Jean-Claude Leroy (homonymie).
Jean-Claude Leroy, né le 3 juin 1952 à Wavrans-sur-l'Aa (Pas-de-Calais), est un homme politique français.

## Parcours politique
Il est l'assistant parlementaire de Dominique Dupilet de 1981 à 2002. En 1981, à la suite du décès de Bernard Chochoy, il est élu au conseil municipal de Lumbres et devient adjoint au maire auprès de Jean-Claude Quenon.
En 1988, il est élu conseiller général sur le canton de Lumbres. L'année suivante, il est élu maire de Lumbres.
Il se présente aux élections législatives de 1997 mais échoue face à Philippe Vasseur. Il prend sa revanche, trois ans plus tard, à la suite d'élections anticipées causées par la démission de ce dernier. À la suite de cette élection, il décide de quitter son mandat de maire, en 2001.
Il est réélu en 2002 et en 2007.
Devenu Sénateur en 2011 sur la liste de Daniel Percheron, il renonce à se briguer un nouveau mandat de député et abandonne le sien.
En 2015, il est élu conseiller départemental sur le canton de Lumbres, en binôme avec Blandine Drain .
Le 13 novembre 2017, il devient président du conseil départemental du Pas-de-Calais, à la suite de la démission de Michel Dagbert 

## Mandats
- 14/06/1981 - 13/03/1983 : adjoint au maire de Lumbres
- 14/03/1983 - 19/03/1989 : adjoint au maire de Lumbres
- 25/09/1988 - 19/03/1994 : membre du conseil général du Pas-de-Calais
- 20/03/1989 - 18/06/1995 : maire de Lumbres
- 20/03/1994 - 18/03/2001 : vice-président du conseil général du Pas-de-Calais
- 19/06/1995 - 18/03/2001 : maire de Lumbres
- 20/03/2000 - 18/06/2002 : député
- 19/03/2001 - 04/07/2002 : adjoint au maire de Lumbres
- 18/06/2007 - 01/10/2011 : député
- 01/10/2011 - 01/10/2017 : sénateur

- Membre du conseil général du Pas-de-Calais
- depuis 2001-2015 : vice-président du conseil général (Pas-de-Calais)
- depuis 2014 : président de l'Office public de l'habitat Pas-de-Calais Habitat
- depuis 2017 : président du département du Pas-de-Calais

## Décorations
- Chevalier de la Légion d'honneur le 14 juillet 2019[6].